# 1389년

## 연호
- 명(明) 홍무(洪武) 22년
- 일본(日本) 남조(南朝) 겐추(元中) 6년
- 일본(日本) 북조(北朝) 가케이(嘉慶) 3년 / 고오(康応) 원년
- 쩐 왕조(陳朝) 꽝타이(光泰) 2년

## 기년
- 명(明) 태조 홍무제(太祖 洪武帝) 22년
- 고려(高麗) 창왕(昌王) 원년 / 공양왕(恭讓王) 원년
- 쩐 왕조(陳朝) 순종(順宗) 2년

## 사건
- 2월, 박위가 병선 1백여 척을 이끌고 왜구의 근거지인 쓰시마섬을 공격하였다. 이때 적선 3백여 척을 불사르고 잡혀갔던 고려인 1백여 명을 데리고 돌아왔다.
- 코소보 전투에서 오스만 제국이 세르비아왕국을 격파하다
- 조선 태조 이성계의 차남, 이방과가 황해도 해주에 침략한 왜구를 방어하다.
- 창왕이 이성계에 의해 폐위되고 강화도로 귀양 감.
- 신종의 7대 후손 정창군 요가 고려의 마지막 임금 공양왕으로 왕위에 오른다.
- 우왕과 창왕이 이성계 일파에게 피살됨. 우왕의 나이는 25세, 창왕의 나이는 10세.

## 사망
- 10월 15일 - 교황 우르바노 6세, 202대 로마 교황.
- 음력 12월 14일 -
- 고려(高麗) 32대 국왕(國王) 우왕(禑王)
- 고려(高麗) 33대 국왕(國王) 창왕(昌王)
- 고려(高麗)의 문신(文臣) 김저(金佇)
- 고려(高麗)의 문신(文臣) 정득후(鄭得厚)
- 무라드 1세 - 코소보 전투 직후 암살됨.